# MoinMoin
MoinMoin — мощный, простой в использовании и расширяемый вики-движок, написанный на языке Python. MoinMoin — свободное программное обеспечение, распространяемое по лицензии GNU GPL.
Название происходит от приветствия «Moin» во фризском языке.
Для хранения информации MoinMoin использует файловую систему.
Может работать практически с любым веб-сервером, поддерживающим CGI/FastCGI/WSGI, или без него (со встроенным веб-сервером на базе Werkzeug).

## История
MoinMoin появился примерно в 2000 году. Изначально проект разрабатывался Юргеном Херманом (Jürgen Hermann), на данный момент он покинул проект и разработка ведётся командой людей, возглавляемой Томасом Вальдманом (Thomas Waldmann). В качестве основы для MoinMoin был использован движок PikiPiki, и MoinMoin сильно эволюционировал с того времени. На данный момент MoinMoin используется на ряде сайтов, а также в качестве корпоративной и персональной вики в множестве мест.

## Архитектура
MoinMoin имеет достаточно гибкую архитектуру, следствием чего является богатый набор встроенных функций и простота расширяемости. Ключевыми компонентами вики-сервера MoinMoin являются:
- Сервер. Обрабатывает запросы и вызывает соответствующие обработчики.
- Обработчики-действия (actions). На основании параметров запроса и конфигурации реализуют различную функциональность вики.
- Хранилище и кэш. Позволяют хранить различные виды данных (в первую очередь, страницы вики и прикреплённые к ним файлы, также там содержатся другие виды объектов, такие, как словари и группы), и предоставляют возможности по кэшированию (основной способ кэширования — pickle).
- Механизм аутентификации. Позволяют аутентифицироваться пользователям различными способами (HTTP auth, LDAP, PHP cookie, …), подробнее см. http://master19.moinmo.in/ПомощьПоАутентификации
- Механизм авторизации и разграничения прав доступа (security policy). Обеспечивают различные методы разграничения доступа, в первую очередь, ACL. См. также http://master19.moinmo.in/ПомощьПоСпискамДоступа и http://master19.moinmo.in/КакНастраивать/ПравилаДоступа.
- Механизмы оповещения. Реализуют поддержку различных видов оповещений при возникновении различных событий, см. http://master19.moinmo.in/ПомощьПоОповещению.
- Обработчики входных форматов (parsers, парсеры). Вызываются для обработки страницы или блока текста в некоем входном формате. Могут дополняться пользовательскими парсерами.
- Обработчики выходных форматов (formatters, форматтеры). Вызываются парсерами для генерации текста в выходном формате.
- Макрокоманды (macro). Могут использоваться в теле страницы для генерации произвольного содержимого и расширения синтаксиса, таким образом.

Каждая из описанных систем реализована в виде основного ядра и модулей, реализующих конкретную функциональность, посему каждая из них может быть дополнена сторонними модулями, что и обеспечивает определённую гибкость.

## Преимущества и функциональные особенности
- Может работать практически на любой операционной системе и со многими веб-серверами (Apache, IIS, WebLogic, Lighttpd и др.).
- Не требует установки дополнительного программного обеспечения, такого, как система управления базами данных или система управления версиями[10]
- Благодаря наличию встроенного веб-сервера может использоваться как кросс-платформенный переносимый вики-движок (Вики, которая всегда с тобой, вне зависимости от установленной ОС)
- Имеет встроенный полноценный WYSIWYG-редактор (интегрированный CKeditor), который позволяет редактировать wiki-разметку привычным для простых пользователей способом
- Может использовать поисковой движок Xapian, что предоставляет такие возможности, как индексация различных видов содержимого (в том числе различных форматов прикреплённых файлов; на данный момент поддерживается индексирование файлов в форматe Open Document Format, MS Office, PDF, различных текстовых форматов, мета-данных EXIF в изображениях JPEG и текстовых строк в бинарных файлах), морфологический поиск, поиск файлов по типу MIME и ряд других
- Имеет встроенную поддержку Java-апплетов для создания иллюстраций на вики — AnyWikiDraw и TWikiDraw[11]
- Поддержка механизмов обработчиков входного и выходного форматов («parser» и «formatter») позволяет использовать на вики различные синтаксисы разметки в теле страниц (на данный момент поддерживаются, помимо собственного синтаксиса (недоступная ссылка), синтаксис Creole, формат reStructured Text, XML-страницы с использованием XSLT, отображение в виде таблиц CSV, подсветка синтаксиса для различных текстовых форматов[12], подробнее см. http://master19.moinmo.in/ПомощьПоПарсерам) и экспортировать страницы в различных форматах (помимо HTML, возможен экспорт в plain text и DocBook). Кроме того, существуют репозитории сторонних парсеров и форматтеров, позволяющих поддерживать другие форматы на вики.
- Как интерфейс, так и системные страницы и страницы помощи переведены на большое количество языков (более 30). Кроме того, MoinMoin имеет поддержку многоязычных вики (вики, на которых используется несколько языков для страниц[13]). В версиях 1.8.6 и 1.9 русская локализация была обновлена.
- Поддержка списков доступа и различных политик безопасности на их основе[14].
- Поддержка как свободного синтаксиса ссылок, так и ссылок в CamelCase. Поддержка встраивания различных форматов файлов (изображения, аудио, видео, SWF, других страниц) в тело страницы (подробнее см. http://master19.moinmo.in/КакСвязыватьСтраницы).
- Механизмы защиты от спама: как на основе чёрных списков (централизованно обновляемых), так и с использованием текстовой капчи.
- Механизм защиты от флуда: имеется возможность ограничить количество запросов определённых действий в определённый момент времени для одного IP или пользователя.
- Поддержка синхронизации содержимого частей нескольких вики посредством механизма XML RPC[15].
- Возможность подписываться на уведомления о различных действиях, производимых со страницами (правка, переименование, прикрепление файла, удаление, …) по почте или по XMPP[16].

## Недостатки
- Поскольку информация хранится в файлах, MoinMoin ориентирован на сравнительно небольшое количество страниц (по утверждению разработчиков, не более 10 000 страниц). Также, в связи со способом отображения имён страниц в имена директорий для их хранения, существуют ограничения на длину имён страниц, накладываемые используемой файловой системой.
- Не поддерживает редактирование секций[17].
- Отсутствует поддержка системы версий для прикреплённых файлов[18].

## MoinMoin 2.0
Начиная с 2007 года ведётся работа над кардинальным изменением архитектуры движка, этот проект получил кодовое имя MoinMoin 2.0. Ветка 1.9, по заявлениям разработчиков, является последней среди 1.x. Версия 2.0 изначально планировалась к выходу в 2010—2011 году, но на ноябрь 2014 дата релиза всё ещё неизвестна.
Ключевые особенности версии 2.0 таковы.
- Изменённый способ хранения страниц.
  - Каждый элемент (страница или прикреплённый файл) хранится в общем хранилище унифицировано, с каждым элементом (Item) связана история версий и метаданные[19].
  - Поддержка различных способов хранения содержимого вики: на данный момент заявлена поддержка hg, различных SQL БД посредством SQLAlchemy, файловое хранилище 1.x и новый формат файлового хранилища[20].
- Преобразование элементов из входного формата в формат представления посредством wiki DOM.
- Темы внешнего вида на основе Jinja2.
- Миграция на CKEditor в качестве WYSIWYG-редактора.
- Переработка системы модулей и XML RPC.

На сайте http://test.moinmo.in/ (недоступная+ссылка) развёрнута тестовая установка MoinMoin 2.0.